# ماري كينيدي كارتر
ماري كينيدي كارتر (بالإنجليزية: Mary Kennedy Carter)‏ هي مُدرسة أمريكية، ولدت في 13 يناير 1934، وتوفيت في 14 ديسمبر 2010.